# Ron Estes
Ronald Gene Estes, detto Ron (Topeka, 19 luglio 1956), è un politico statunitense, membro della Camera dei Rappresentanti per lo stato del Kansas dal 2017.

## Biografia
Nato a Topeka, dopo gli studi in ingegneria civile, Estes lavorò per aziende come Procter & Gamble, Koch Industries e Bombardier Aerospace. Estes si configura come un repubblicano estremamente conservatore. Entrato in politica con il Partito Repubblicano, nel 2004 fu eletto Tesoriere della contea di Sedgwick e quattro anni dopo fu riconfermato per un altro mandato. Nel 2010 venne eletto Tesoriere di Stato, sconfiggendo il democratico in carica Dennis McKinney, per poi ottenere un secondo mandato nel 2014.
Nel 2017, quando il deputato Mike Pompeo lasciò la Camera dei Rappresentanti per divenire direttore della CIA, Estes prese parte alle elezioni speciali indette per determinare il suo successore. Inizialmente questa elezione non attirò molta attenzione perché il collegio della Camera nel quale si sarebbe svolta l'elezione era un solido distretto repubblicano del Kansas nel quale Trump aveva stravinto di oltre 27 punti.
Con il passare dei giorni i sondaggi diedero un testa a testa con il candidato democratico ed Estes era avanti di appena un 1 punto percentuale. Nonostante ciò, Ron Estes riuscì a vincere 52,2% a 46,0% sul democratico, perdendo molti voti però rispetto a Trump e a Pompeo nel distretto e vincendo con un distacco eccezionalmente stretto (Pompeo aveva vinto 60,6% a 29,0% il distretto). Il 25 aprile 2017 giura e si insedia alla Camera.